# دراواستارا
دراواستارا (به مجاری:  Drávasztára) یک منطقهٔ مسکونی در مجارستان است که در ناحیه شیه واقع شده‌است. دراواستارا ۱۸٫۱۸ کیلومتر مربع مساحت و ۳۹۱ نفر جمعیت دارد.